# Шмель Франклина
Шмель Франклина (лат. Bombus franklini) — исчезающий вид шмелей, обитающий в американских штатах Орегон и Калифорния. Последний раз наблюдался в 2006 году, известно о крупном сокращении популяции с 1998. Включён в число 100 самых угрожаемых видов. Возможно, уже вымер, но достоверно это неизвестно.

## Описание
От других шмелей шмель Франклина отличается сплошным чёрным брюшком с жёлтым U-образным рисунком на грудной части тела. У самок чёрные головы и антенны, в то время как остальные шмели чаще имеют жёлтые. Самцы похожи на самок за исключением длинного и широкого малярного пространства, жёлтых волосков на головах и бледных волосков на латеральном конце тергума.

## Образ жизни
Эти насекомые собирают нектар с цветов люпина, эшшольции калифорнийской и многоколосника крапиволистного. Ареалом обитания является участок местности размерами 310 на 110 км.